# Svengali (1954)
Svengali é um filme britânico de 1954, dos gêneros drama psicológico e terror, dirigido por Noel Langley, e estrelado por Hildegard Knef, Donald Wolfit e Terence Morgan. O roteiro de Noel Langley foi baseado no romance "Trilby" (1894), de George du Maurier.
O filme foi feito no Walton Studios, perto de Londres, com cenários desenhados pelo diretor de arte Fred Pusey, e figurinos de Beatrice Dawson. A produção foi filmada em Eastmancolor, e escolhida para distribuição nos Estados Unidos pela Metro-Goldwyn-Mayer.
Donald Wolfit foi um substituto de última hora para o ator Robert Newton, que deixou a produção três semanas após o início das filmagens, e ainda pode ser visto em algumas tomadas amplas. Entre os créditos finais, encontra-se a frase: "O produtor expressa sua grata apreciação pela magnífica voz cantada da Madame Elisabeth Schwarzkopf".

## Sinopse
Após ser demitida de trabalhar como garçonete em um bar de Paris, Trilby O'Ferrall (Hildegard Knef) é contratada pelo escultor Durian (Hubert Gregg) como modelo. Ela conhece três pintores britânicos que moram ao lado, incluindo o sensível Billy Bagot (Terence Morgan), por quem gradualmente se apaixona. Ela também conhece o músico de rua Svengali (Donald Wolfit), que assume o controle de sua vida por meio de hipnose depois que consegue curá-la de uma dor de cabeça. Apesar do fato de que anteriormente ela só conseguia cantar mal a música de salão "Alice, Where Art Thou?" que escutava de seu pai irlandês, Svengali a treina e consegue a transformar em uma magnífica cantora de ópera com suas técnicas hipnotizantes. Ela se torna um sucesso internacional, performando em capitais de toda a Europa. Ainda hipnotizada pelo dominador Svengali, ela esquece completamente de Billy. No entanto, Billy não desiste de seu grande amor, e faz de tudo para tirá-la das mãos do músico.

## Elenco
- Hildegard Knef como Trilby O'Ferrall
  - Elisabeth Schwarzkopf como Trilby O'Ferrall (voz cantada)
- Donald Wolfit como Svengali
- Terence Morgan como Billy Bagot
- Derek Bond como O Proprietário
- Paul Rogers como Taffy
- David Kossoff como Gecko
- Hubert Gregg como Durian
- Noel Purcell como Patrick O'Ferrall
- Alfie Bass como Carrell
- Harry Secombe como Barizel
- Peter Illing como Inspetor Policial
- Joan Haythorne como Sra. Bagot
- Hugh Cross como Dubose
- David Oxley como Dodor
- Richard Pearson como Lambert
- Michael Craig como Zouzou
- Arnold Bell como Tout
- Martin Boddey como Doutor
- Neville Phillips como Contran
- Rica Fox como Aparadora
- Toots Pounds como Mama Martin
- Joan Heal como Garçonete
- Cyril Smith como Gerente do 1.º Palco
- Marne Maitland como Gerente do 2.º Palco
- Jeremy Brett como Pierre
- Michael Hordern como Tio de Billy
- Aileen Lewis como Patrona do Covent Garden

## Recepção
Sob o título, "Sixth Filming of Novel Fails to Hypnotize" ("Sexta Filmagem de Romance Falha ao Hipnotizar"), um crítico do The New York Times descreveu o filme como "uma curiosidade estilizada que parece fora de lugar na era atômica ... tão antiquada quanto patilhas e anquinhas".
O DVD Talk, comparando-o com a versão de 1931 com John Barrymore, disse que "o filme britânico de 1954 desenvolve os personagens de Trilby e Billy consideravelmente e adiciona muita cor e sutileza, mas os resultados sugerem que uma abordagem mais extravagante poderia ter funcionado melhor do que a versão exuberante, mas mansa, que resultou. A produção Eastmancolor visa uma atmosfera evocativa semelhante ao lindo Moulin Rouge (1952), de John Huston, filmado em Technicolor por Oswald Morris. Svengali foi feito com uma fração do orçamento do filme, embora pareça bonito para o que é".